# Oullins-Pierre-Bénite
Oullins-Pierre-Bénite is een fusiegemeente (commune nouvelle) in het Franse departement Métropole de Lyon in de regio Auvergne-Rhône-Alpes.
Oullins-Pierre-Bénite is op 1 januari 2024 ontstaan door de fusie van de gemeenten Oullins en Pierre-Bénite en maakt deel uit van het arrondissement Lyon.

## Verkeer en vervoer
In de gemeente liggen de spoorwegstations Oullins en Pierre-Bénite. Op het station van Oullins stopt ook metrolijn B van de metro van Lyon. Deze lijn heeft ook een halte in het centrum van Oullins, Oullins Centre. Daarnaast wordt de gemeente bediend door meerdere buslijnen van de Transports en Commun Lyonnais.
Albigny-sur-Saône · Bron · Cailloux-sur-Fontaines · Caluire-et-Cuire · Champagne-au-Mont-d'Or · Charbonnières-les-Bains · Charly · Chassieu · Collonges-au-Mont-d'Or · Corbas · Couzon-au-Mont-d'Or · Craponne · Curis-au-Mont-d'Or · Dardilly · Décines-Charpieu · Écully · Feyzin · Fleurieu-sur-Saône · Fontaines-Saint-Martin · Fontaines-sur-Saône · Francheville · Genay · Givors · Grigny · Irigny · Jonage · Limonest · Lissieu · Lyon · Marcy-l'Étoile · Meyzieu · Mions · Montanay · La Mulatière · Neuville-sur-Saône · Oullins-Pierre-Bénite · Poleymieux-au-Mont-d'Or · Quincieux · Rillieux-la-Pape · Rochetaillée-sur-Saône · Saint-Cyr-au-Mont-d'Or · Saint-Didier-au-Mont-d'Or · Sainte-Foy-lès-Lyon · Saint-Fons · Saint-Genis-Laval · Saint-Genis-les-Ollières · Saint-Germain-au-Mont-d'Or · Saint-Priest · Saint-Romain-au-Mont-d'Or  · Sathonay-Camp · Sathonay-Village · Solaize · Tassin-la-Demi-Lune · La Tour-de-Salvagny · Vaulx-en-Velin · Vénissieux · Vernaison · Villeurbanne